# Río Chiquila
Río Chiquila är ett vattendrag i Honduras.   Det ligger i departementet Departamento de Santa Bárbara, i den västra delen av landet, 190 km nordväst om huvudstaden Tegucigalpa.